# René Bonnet
René Bonnet, född den 27 december 1904 i Vaumas, avliden den 13 januari 1983 i Épernay, var en fransk ingenjör och racerförare. 
Bonnet drev en bilverkstad och var även återförsäljare av Rosengart och Citroën innan han började bygga tävlingsbilar tillsammans med Charles Deutsch under namnet Deutsch & Bonnet. Bonnet tävlade med sina egna bilar och i början av 1950-talet vann han klassegrar i Le Mans 24-timmars två år i rad.
Efter en schism om företagets vidare utveckling lämnade Deutsch DB och Bonnet drev verksamheten vidare under namnet Automobiles René Bonnet. 1965 övertogs företaget av Matra.